# Captain Hollywood

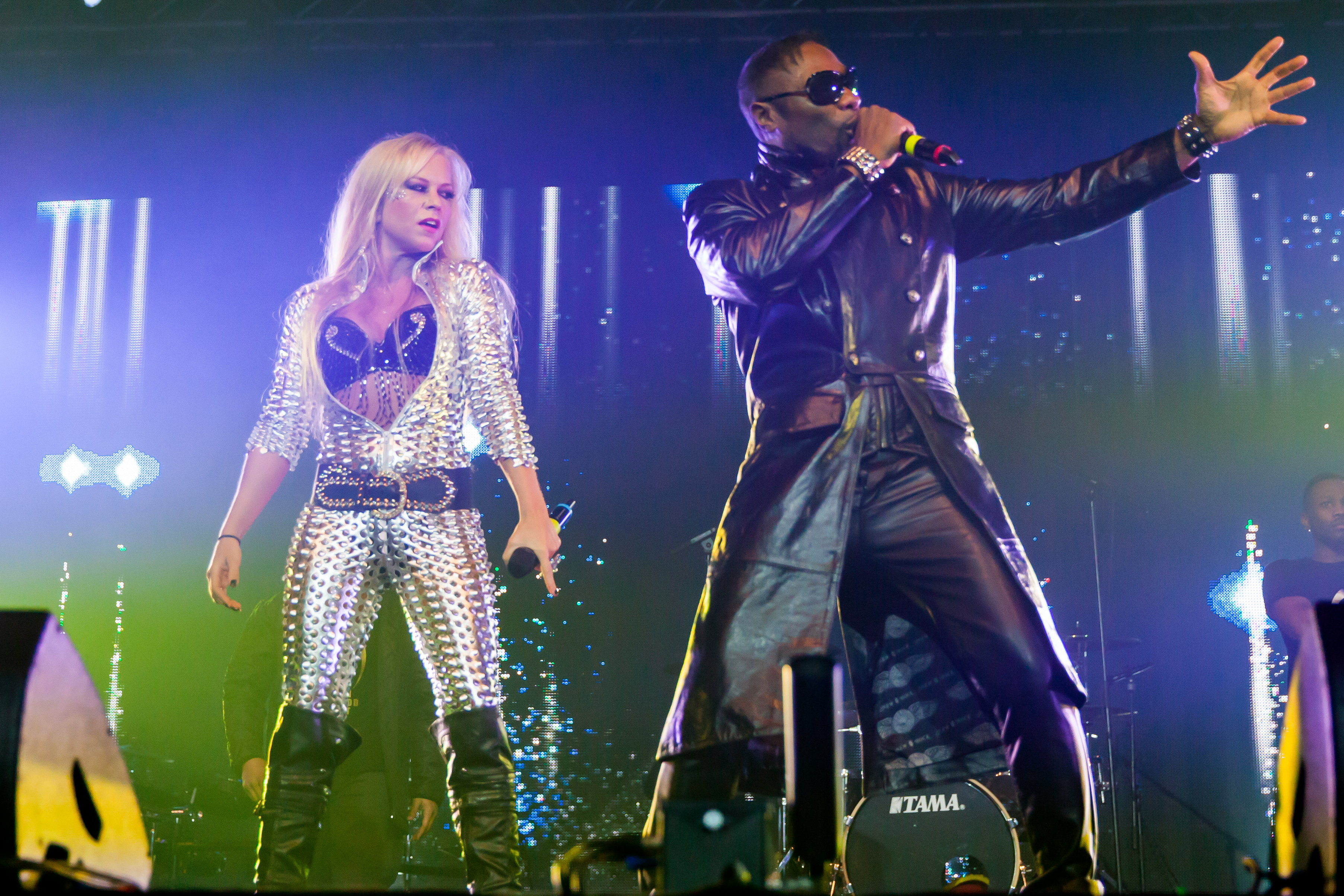
Captain Hollywood Project (2014)

Captain Hollywood (* 9. August 1962 in Newark, New Jersey als Tony Harrison) ist ein US-amerikanischer Tänzer und Sänger. Er ist Namensgeber des Captain Hollywood Projects, einer deutschen Dancefloor-Formation sowie Eurodance-Band. Seinen Künstlernamen nutzte er schon ab 1988 für das Aufnehmen anderer Musik. Die Band wurde 1993 international mit der Single More and More bekannt, weitere Erfolge folgten mit Songs wie Only With You oder Find Another Way. Bis heute wurden insgesamt 20 Millionen Platten der Band verkauft.

## Leben

### Anfänge
Tony Harrison wurde am 9. August 1962 in Newark, New Jersey als eines von sieben Kindern geboren. Die Mutter verstarb, als er drei Jahre alt war, sein Vater führte ein unstetes Leben und verließ die Familie weitere drei Jahre später. Die Familie wurde dadurch früh getrennt, fand aber zwei Jahre später wieder zusammen und siedelte sich in Detroit an. Sie lebten im Ghetto und Harrison führte ein sogenanntes „Street Life“ mit Ganggewalt. Die Schule brach er nach der siebten Klasse ab. Um diesem Leben zu entkommen, meldet er sich mit 16 Jahren bei der United States Army. Ab 1980 war er in Deutschland stationiert, zunächst in Frankfurt, dann in Nürnberg. Neben seiner beruflichen Karriere begann er sich in der Hip-Hop-Kultur wohlzufühlen und wurde Breakdancer. Als einziger der wenigen US-amerikanischen Soldaten erhielt er auf Grund seines Könnens nicht nur Zutritt zu den deutschen Clubs, sondern wird auch als Tänzer gebucht. Seinen Künstlernamen Captain Hollywood bekam er, weil er seine Uniformen immer gebügelt habe. Seine Kameraden meinten deshalb, so käme er nach Hollywood. Zudem habe er häufig auch in Uniform getanzt.

### Captain Hollywood
Die deutsche Fernsehsendung Formel Eins entdeckte Harrison im Jahre 1983 und stellte ihn als einen der ersten Breakdance-Künstler Europas vor. Es folgten weitere Fernsehauftritte im deutschen Fernsehen sowie u. a. im Rahmen der Internationalen Filmfestspiele von Cannes bei der Premiere des Breakdance-Films Beat Street. Harrison arbeitete zudem als Choreograph und arbeitete mit Stars wie La Toya Jackson, Kim Wilde, Natalie Cole, O-Town, C. C. Catch, DJ BoBo, Dieter Bohlen und 3rd Wish.
1987 veröffentlichte Harrison mit T. T. Fresh die Single Debora/Streetjazz. 1988 erschien Tribute to James B. von Captain Hollywood & B.P.M. als erste Veröffentlichung auf Lutz Ludwigs Label P1 Records. Ein Jahr später brachte das Label BCM den von Daniele Davoli (alias DJ Lelewel) produzierten Titel Grand Piano unter dem Projektnamen The Mixmaster auf den Markt. Die Single wurde ein europaweiter Verkaufserfolg. Harrison hatte sich hingegen im Vorfeld von der Produktion zurückgezogen, da er von der Qualität nicht vollständig überzeugt war.
1989 stieß er zu dem Dancefloor-Projekt Twenty 4 Seven des niederländischen Produzenten Ruud van Rijen. Das innovative Konzept aus männlichem Rapper und weiblicher Sängerin machte die Gruppe schnell populär, die ersten beiden Singles I Can’t Stand It! und Are You Dreaming konnten sich europaweit erfolgreich in den Charts platzieren. Nach der Veröffentlichung des Debütalbums Street Moves, das in der Schweiz Platz 25 erreichte, verließ Harrison Twenty 4 Seven, um sich wieder auf seine Solokarriere zu konzentrieren.

### Captain Hollywood Project
1992 gründete Harrison das Captain Hollywood Project, an dem die Produzenten Thorsten Adler, Michael Eisele und Thomas Keil beteiligt waren. An den Studioproduktionen wirkten zahlreiche Künstler wie Kim Sanders, Lori Glori oder Nina Gerhard mit. Es gab jedoch kein festes Line-up. Petra Spiegel war die einzige Studiosängerin, die Harrison auch bei den Live-Auftritten in den 1990er-Jahren und bei Musikvideos begleitete.
Mit den Eurodance-Singles More and More und Only with You hatte das Captain Hollywood Project 1992/1993 internationale Erfolge. Beide Titel waren große Hits in Europa. Das Debüt-Album Love Is Not Sex verkaufte sich in Europa 400.000 mal. Es enthielt neben More and More und Only with You die Auskopplungen All I Want und Impossible. Auch in den USA war die Single More and More sehr erfolgreich. Unter anderem trat das Project bei einer 35-Städte-Tournee mit C+C Music Factory, Robin S. und Marky Mark & the Funky Bunch.
1995 folgte die Veröffentlichung des zweiten Albums, Animals or Human. Es war nicht so erfolgreich wie das Debüt-Album, aber verkaufte sich immerhin noch 200.000 mal. Nina Gerhard verließ die Gruppe, um sich einer Solokarriere zu widmen. Sie wurde ersetzt durch Petra Spiegel. Das Album enthielt die drei Singles Flying High, Find Another Way und The Way Love Is.
1996 kam das dritte Album The Afterparty heraus, das mit einer Namensänderung einherging. Der Beiname „Project“ wurde weggelassen und die Gruppe hieß fortan nur noch Captain Hollywood. Die Singleauskopplungen daraus waren Over and Over, Love and Pain und The Afterparty. Im Vergleich zu den ersten beiden Alben waren The Afterparty und die dazugehörigen Singles jedoch keine großen Erfolge.

### Weitere Entwicklung
Tony Dawson-Harrison war weiterhin als Produzent tätig und produzierte im Jahr 2000 unter der Führung seines damaligen Produzenten Simon N. Mass drei Titel im Auftrag für die von Musikproduzent Lou Pearlman gecastete Gruppe O-Town (MTV Casting Band) aus Orlando. Aufgrund einer langjährigen Haftstrafe wegen Betruges seitens des Produzenten Lou Pearlman gab es keinerlei weitere Produktionen mit dieser Band. 2001 verließ Harrison Deutschland. 2003 kehrte er zurück nach Köln und brachte die Boyband 3rd Wish mit. Harrison etablierte die Produktionsgesellschaft Skreem Records in Deutschland und leitete deren deutsche Geschäftsstellenvertretung (Köln/Düsseldorf). Gleichzeitig hatte er mit dem Titel Axel F 2003 feat. Captain Hollywood einen Charterfolg.
Skreem Records wurde an der Börse mit dem Kürzel SKRM gehandelt und 2006 in Skreem Entertainment umbenannt. Skreem Records gehörte zu wenigen Teilen (0,8 %) Tony Harrison, zum größten Teil jedoch dem Wertpapierhändler Jeffrey Martin, dem Vater von Boygroupmitglied Justin Martin.
Tony Harrison lebte fortan wieder in den USA in Orlando, Florida. Im August 2007 kehrte Tony Harrison nach Deutschland zurück, um Justin Martin, dem ehemaligen Sänger der Gruppe 3rd Wish, einen Plattenvertrag bei Sony/BMG zu besorgen. Justin Martin hat mittlerweile seine eigene Produktionsgesellschaft und brachte Mitte 2011 eine neue Single der Gruppe 3rd Wish heraus.

### Comeback

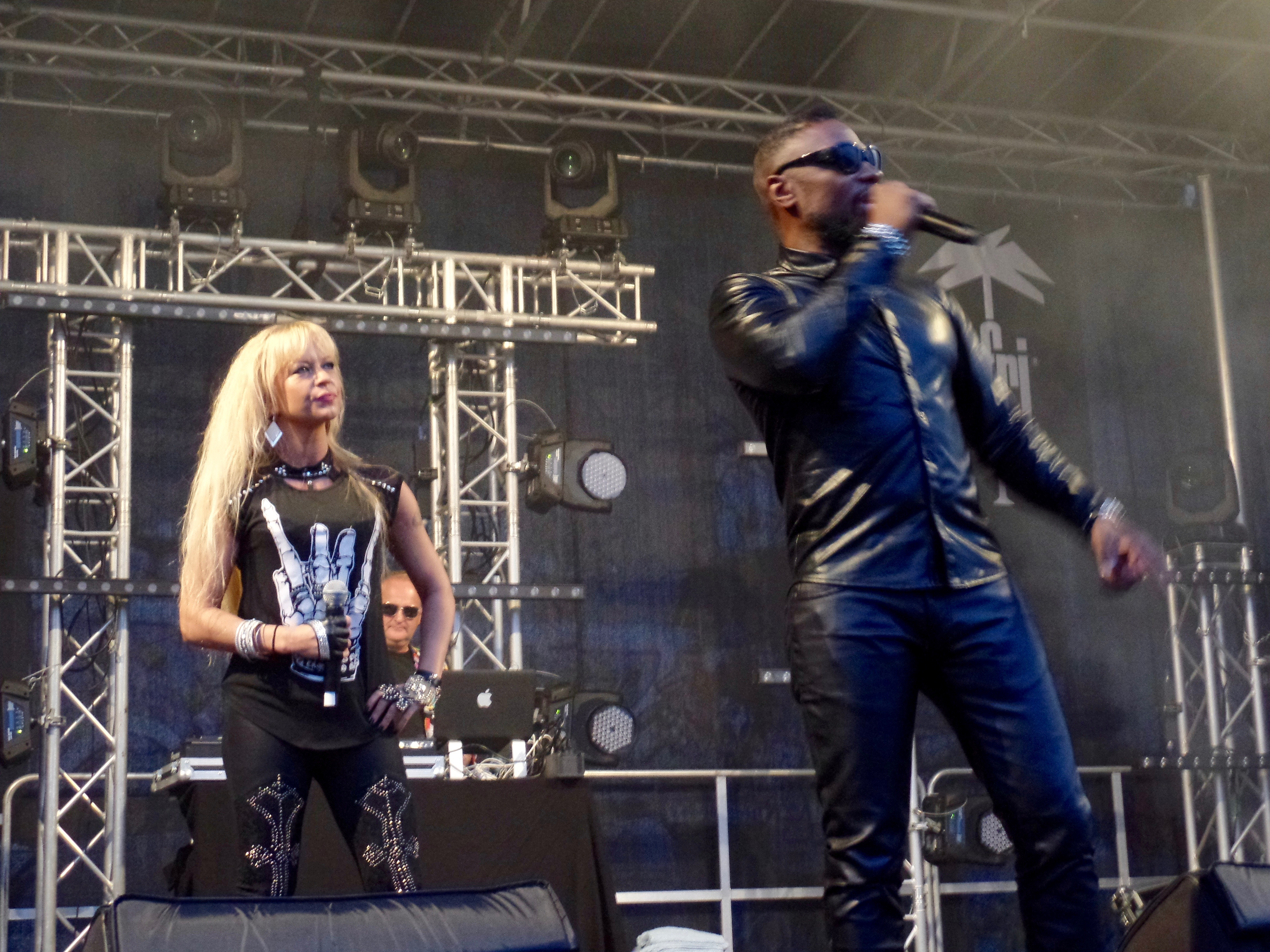
Captain Hollywood Project (2016)

Captain Hollywood hatte von 2000 bis 2008 eine kreative Pause eingelegt. 2006 heiratete er seine 20 Jahre jüngere Freundin Ginette-Shirin von Gehlen, die als Shirin Amour ab 2000 mit ihm zusammen Musik machte. 2008 kehrte er mit More & More (Recall), einem Remix seines größten Hits, zurück. Das dazugehörige Video wurde unter der Regie von Thiemo Baumann und mit der Nürnberger Firma Creative Media in Nürnberg gedreht.
Als Special Guest von DJ BoBo auf der Fantasy Tour 2010 trat er im Vorprogramm erstmals wieder auf. Auf der Tour stellte er sein Greatest-Hits-Album vor, das im Mai 2010 veröffentlicht wurde. Auf diesem Album sind vier neue Songs zu hören. Das Greatest-Hits-Album ist auf dem Label Yes Music von DJ BoBo erschienen. Als zweite Singleauskopplung erschien das Lied It Hurts with You. Zusätzlich hat Tony Harrison alias Captain Hollywood einige Songs von DJ BoBo für die Fantasy Tour 2010 zusammen mit DJ BoBo und seinem Team choreographiert.

## Privatleben
Tony Harrison lebt mit seiner Frau in Florida und kommt ab und zu für einige Auftritte nach Deutschland.

## Diskografie

### Als Captain Hollywood

#### Studioalben
| Jahr | Titel          | Höchstplatzierung, Gesamtwochen, AuszeichnungChartplatzierungen (Jahr, Titel, Platzierungen, Wochen, Auszeichnungen, Anmerkungen) | Höchstplatzierung, Gesamtwochen, AuszeichnungChartplatzierungen (Jahr, Titel, Platzierungen, Wochen, Auszeichnungen, Anmerkungen) | Höchstplatzierung, Gesamtwochen, AuszeichnungChartplatzierungen (Jahr, Titel, Platzierungen, Wochen, Auszeichnungen, Anmerkungen) | Anmerkungen                                                                   |
| Jahr | Titel          | DE | AT | CH | Anmerkungen                                                                   |
| ---- | -------------- | --- | --- | --- | ----------------------------------------------------------------------------- |
| 1990 | Street Moves   | — | — | CH25 (5 Wo.)CH | Erstveröffentlichung: Oktober 1990 Als Twenty 4 Seven feat. Captain Hollywood |
| 1996 | The Afterparty | — | — | — | Erstveröffentlichung: 18. November 1996                                       |

#### Kompilationen
- 2010: 20 Years Greatest Hits

#### Singles
| Jahr | Titel Album                        | Höchstplatzierung, Gesamtwochen, AuszeichnungChartplatzierungen (Jahr, Titel, Album, Platzierungen, Wochen, Auszeichnungen, Anmerkungen) | Höchstplatzierung, Gesamtwochen, AuszeichnungChartplatzierungen (Jahr, Titel, Album, Platzierungen, Wochen, Auszeichnungen, Anmerkungen) | Höchstplatzierung, Gesamtwochen, AuszeichnungChartplatzierungen (Jahr, Titel, Album, Platzierungen, Wochen, Auszeichnungen, Anmerkungen) | Höchstplatzierung, Gesamtwochen, AuszeichnungChartplatzierungen (Jahr, Titel, Album, Platzierungen, Wochen, Auszeichnungen, Anmerkungen) | Anmerkungen                                                                 |
| Jahr | Titel Album                        | DE | AT | CH | UK | Anmerkungen                                                                 |
| ---- | ---------------------------------- | --- | --- | --- | --- | --------------------------------------------------------------------------- |
| 1989 | I Can’t Stand It Street Moves      | DE3 (30 Wo.)DE | AT2 (22 Wo.)AT | CH2 (27 Wo.)CH | UK7 (10 Wo.)UK | Erstveröffentlichung: September 1989 Twenty 4 Seven feat. Captain Hollywood |
| 1990 | Are You Dreaming Street Moves      | DE16 (17 Wo.)DE | AT22 (10 Wo.)AT | CH4 (13 Wo.)CH | UK17 (10 Wo.)UK | Erstveröffentlichung: September 1990 Twenty 4 Seven feat. Captain Hollywood |
| 1996 | Over & Over The Afterparty         | DE5 (9 Wo.)DE | AT35 (3 Wo.)AT | — | — | Erstveröffentlichung: Februar 1996                                          |
| 1996 | Love & Pain The Afterparty         | DE50 (4 Wo.)DE | — | — | — | Erstveröffentlichung: Juni 1996                                             |
| 2001 | Danger Sign 20 Years Greatest Hits | DE61 (9 Wo.)DE | — | — | — | Erstveröffentlichung: Mai 2001                                              |
| 2003 | Axel F. 2003 –                     | DE18 (11 Wo.)DE | — | — | — | Erstveröffentlichung: Juni 2003 Murphy Brown vs. Captain Hollywood          |
| 2003 | Flying High 2003 –                 | DE44 (2 Wo.)DE | — | — | — | Erstveröffentlichung: September 2003                                        |

Weitere Singles
- 1987: Debora / Streetjazz (feat. T.T.Fresh)
- 1988: P1 Volume 1 (Tribute to James B.) (feat. B.P.M.)
- 1989: Soul Sister
- 1989: Shirley
- 1990: Debora (feat. T.T. Fresh)
- 1991: Rock Me
- 1993: Do That Thang (Remix ’93)
- 1994: Rhythm of Life
- 1996: Afterparty
- 2008: More & More (Recall)
- 2009: It Hurts with You
- 2018: More & More 3000

### Mit dem Captain Hollywood Project

#### Studioalben
| Jahr | Titel            | Höchstplatzierung, Gesamtwochen, AuszeichnungChartplatzierungen (Jahr, Titel, Platzierungen, Wochen, Auszeichnungen, Anmerkungen) | Höchstplatzierung, Gesamtwochen, AuszeichnungChartplatzierungen (Jahr, Titel, Platzierungen, Wochen, Auszeichnungen, Anmerkungen) | Höchstplatzierung, Gesamtwochen, AuszeichnungChartplatzierungen (Jahr, Titel, Platzierungen, Wochen, Auszeichnungen, Anmerkungen) | Anmerkungen                         |
| Jahr | Titel            | DE | AT | CH | Anmerkungen                         |
| ---- | ---------------- | --- | --- | --- | ----------------------------------- |
| 1993 | Love Is Not Sex  | DE9 (17 Wo.)DE | AT15 (12 Wo.)AT | CH9 (11 Wo.)CH | Erstveröffentlichung: 8. März 1993  |
| 1995 | Animals or Human | DE42 (9 Wo.)DE | — | CH41 (5 Wo.)CH | Erstveröffentlichung: 30. März 1995 |

#### Singles
| Jahr | Titel Album                       | Höchstplatzierung, Gesamtwochen, AuszeichnungChartplatzierungen (Jahr, Titel, Album, Platzierungen, Wochen, Auszeichnungen, Anmerkungen) | Höchstplatzierung, Gesamtwochen, AuszeichnungChartplatzierungen (Jahr, Titel, Album, Platzierungen, Wochen, Auszeichnungen, Anmerkungen) | Höchstplatzierung, Gesamtwochen, AuszeichnungChartplatzierungen (Jahr, Titel, Album, Platzierungen, Wochen, Auszeichnungen, Anmerkungen) | Höchstplatzierung, Gesamtwochen, AuszeichnungChartplatzierungen (Jahr, Titel, Album, Platzierungen, Wochen, Auszeichnungen, Anmerkungen) | Höchstplatzierung, Gesamtwochen, AuszeichnungChartplatzierungen (Jahr, Titel, Album, Platzierungen, Wochen, Auszeichnungen, Anmerkungen) | Anmerkungen                          |
| Jahr | Titel Album                       | DE | AT | CH | UK | US | Anmerkungen                          |
| ---- | --------------------------------- | --- | --- | --- | --- | --- | ------------------------------------ |
| 1992 | More and More Love Is Not Sex     | DE1 Platin · (37 Wo.)DE | AT3 (15 Wo.)AT | CH3 (23 Wo.)CH | UK23 (6 Wo.)UK | US17 (20 Wo.)US | Erstveröffentlichung: Juli 1992      |
| 1993 | Only with You Love Is Not Sex     | DE4 Gold · (24 Wo.)DE | AT5 (12 Wo.)AT | CH5 (20 Wo.)CH | UK61 (2 Wo.)UK | — | Erstveröffentlichung: Januar 1993    |
| 1993 | All I Want Love Is Not Sex        | DE22 (9 Wo.)DE | AT25 (4 Wo.)AT | CH30 (5 Wo.)CH | — | — | Erstveröffentlichung: Mai 1993       |
| 1993 | Impossible Love Is Not Sex        | DE12 (19 Wo.)DE | AT15 (12 Wo.)AT | CH18 (12 Wo.)CH | UK29 (3 Wo.)UK | — | Erstveröffentlichung: September 1993 |
| 1994 | Flying High Animals or Human      | DE8 (18 Wo.)DE | AT10 (14 Wo.)AT | CH15 (16 Wo.)CH | UK58 (1 Wo.)UK | — | Erstveröffentlichung: November 1994  |
| 1995 | Find Another Way Animals or Human | DE2 (14 Wo.)DE | AT19 (5 Wo.)AT | CH25 (10 Wo.)CH | — | — | Erstveröffentlichung: März 1995      |
| 1995 | The Way Love Is Animals or Human  | DE7 (4 Wo.)DE | — | — | — | — | Erstveröffentlichung: August 1995    |

### Weitere Projekte
- 1998: Homeless (Single, als Tony-D)

### Als Gastmusiker
- 1995: Jenny J. – Eat Me (Single, Rap)
- 2003: Captain Hollywood Presents Boom Boxx – Flying High (Single, Presenter)
- 2004: Boomboxx – Boom:Boom:Boom (Single, Rap)
- 2014: Marc Lime & K Bastian feat. Captain Hollywood – Heat (Turn Me On) (Single)

### Als Musikproduzent
- 1994: Young Internationals – Time Flies (Single)
- 1996: DJ Hausmeister – Ich bin fei der Hausmaster (Single)